# Louňovice pod Blaníkem (zámek)
Louňovice jsou zámek v městysi Louňovice pod Blaníkem v okrese Benešov ve Středočeském kraji. Zámek založil Oldřich Skuhrovský ze Skuhrova ve druhé polovině šestnáctého století. Jako vrchnostenské sídlo sloužil přibližně sto let a poté patřil pražskému arcibiskupství. Ve dvacátém století budovu využíval spolek Sokol, roztocké muzeum nebo místní národní výbor. V zámku se nachází louňovické muzeum a v přilehlé budově čp. 86 je Muzeum včelařství. Zámecký areál je chráněn jako kulturní památka.

## Historie
V roce 1547 Louňovice koupil Kryštof Skuhrovský ze Skuhrova, jehož pět synů si roku 1566 rozdělilo dědictví po otci. Nejmladší a v té době ještě nezletilý syn Oldřich Skuhrovský dostal městečko Louňovice s pustým klášterem a dvorem. Právě Oldřich poté v městečku založil tvrz, při jejíž stavbě snad využil areál bývalého proboštství, které mělo podle tradice stát v místech jižního křídla zámku. Snad ještě za Oldřichova života byla tvrz rozšířena na trojkřídlý objekt s nádvorními arkádami.
Oldřich Skuhrovský byl roku 1594 zabit čtveřicí zemanů ve Vitanovicích, a správy statku se pak ujala vdova Marie Kristýna z Talmberka. Přikoupila Zvěstov a roku 1598 správu panství s poručnictvím nad mladším synem Oldřichem Sezimou předala staršímu synovi Kryštofovi Skuhrovskému. Sama si ponechala příjmy z Libouně a byt na louňovické tvrzi. Kryštof byl vlastníkem Louňovic ještě roku 1602, ale někdy před rokem 1614 jej vystřídal bratr Oldřich Sezima. Někdy v té době došlo k vyzdobení fasády (nebo její opravě) sgrafitovou omítkou. Dokončení prací dokládá letopočet 1610 na vnější straně severního křídla.

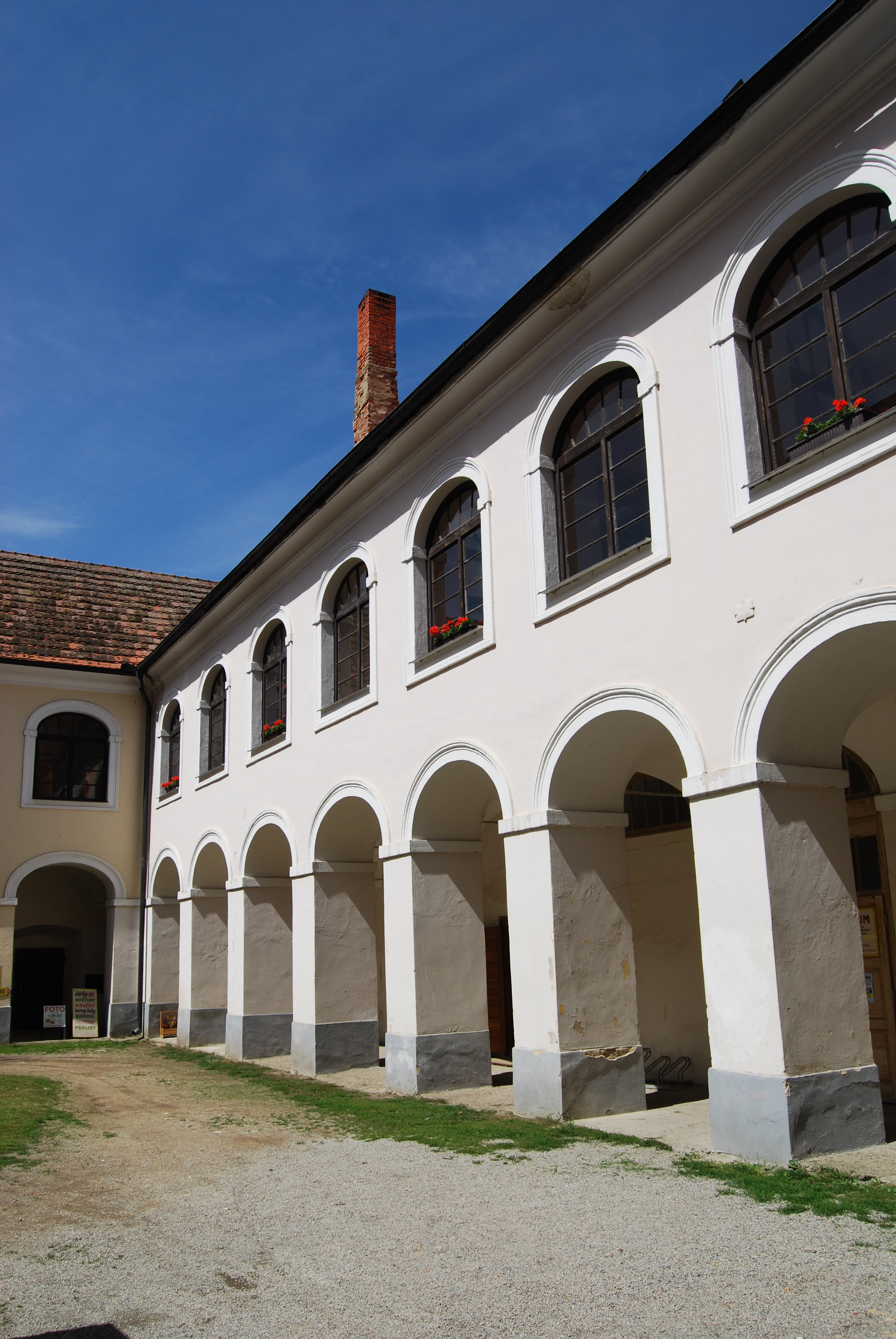
Arkády na nádvoří

Oldřich Sezima Skuhrovský byl katolík, ale přesto se zapletl do stavovského povstání v letech 1618–1620, za což bylo jeho panství odsouzeno k manství, z něhož bylo propuštěno až roku 1636. Oldřich Sezima zemřel 31. srpna 1652 jako poslední mužský příslušník rodu. Jeho dcery Ludmila Magdaléna a Alžběta Kateřina se téhož roku rozdělily o dědictví, přičemž byl louňovický zámek popsán jako „od kamene dobře vystavěný, se všemi pokojemi, sklepy vrchními i podzemními, maštalemi, chlívy, kuchyní, ratejnou, zahradami“.
Louňovice dostala Ludmila Magdaléna, která se provdala za Karla Adama Lva z Říčan, majitele Odlochovic. Nový vlastník upravoval interiéry, což připomíná znak ve štukové výzdobě jihozápadní věže. Karel Adam Lev zemřel roku 1672 a Louňovice odkázal pražskému arcibiskupství. Arcibiskup Jan Bedřich z Valdštejna nechal zámek upravit v barokním slohu a pokračoval ve štukové výzdobě interiérů. Dokončení úprav dokládá letopočet 1675 v kapli v jihozápadní věži. Ve stejném roce dal nad vjezd do zámku umístit valdštejnský erb. Při některé z mladších úprav byly nárožní věže sníženy, aby nepřesahovaly úroveň prvního patra.
Během pozemkové reformy zámek roku 1925 koupila tělocvičná jednota Sokol. Ve druhé polovině dvacátého století budovu využívalo jako depozitář muzeum v Roztokách a sloužila také potřebám místního národního výboru.
V zámku sídlí louňovické informační centrum a muzeum s archeologickou expozicí zaměřenou na výsledky archeologických výzkumů v Louňovicích na Blaníku a Malém Blaníku.

## Stavební podoba

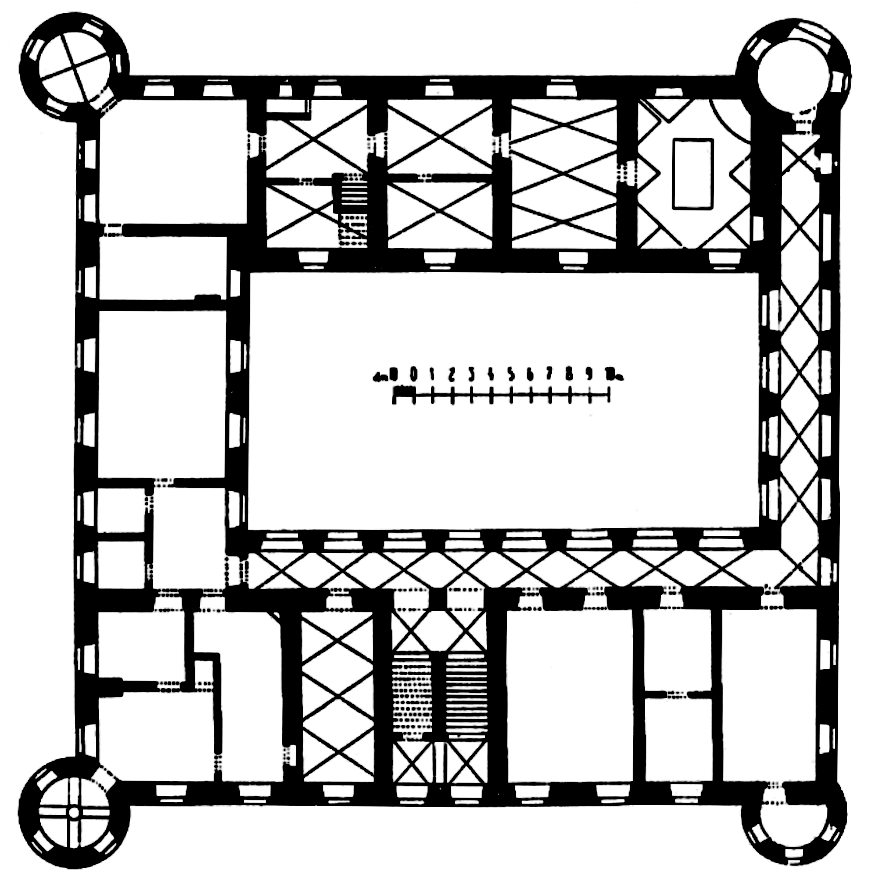
Půdorys prvního patra zámku od A. Martínka publikovaný roku 1911

Raně barokní podoba zámku je výsledkem úprav z roku 1615. Jednopatrová budova má čtyři křídla s válcovými věžemi v rozích. Do dvora se vjíždí bosovanou branou a průjezdem klenutým valenou klenbou s lunetami. Nádvoří je obdélné a ze dvou stran lemované přízemními arkádami. Fasády dalších dvou křídel zdobí sgrafitová rustika, jejíž stopy jsou i na vnějších průčelích.
K památkově chráněnému areálu patří také budovy přilehlého hospodářského dvora s bývalým pivovarem (čp. 76 a 86), kaplička před východním průčelím zámku na náměstí a pozemek bývalé zahrady.